# Värtans station
Koordinaten: 59° 20′ 55,5″ N, 18° 6′ 22,7″ O

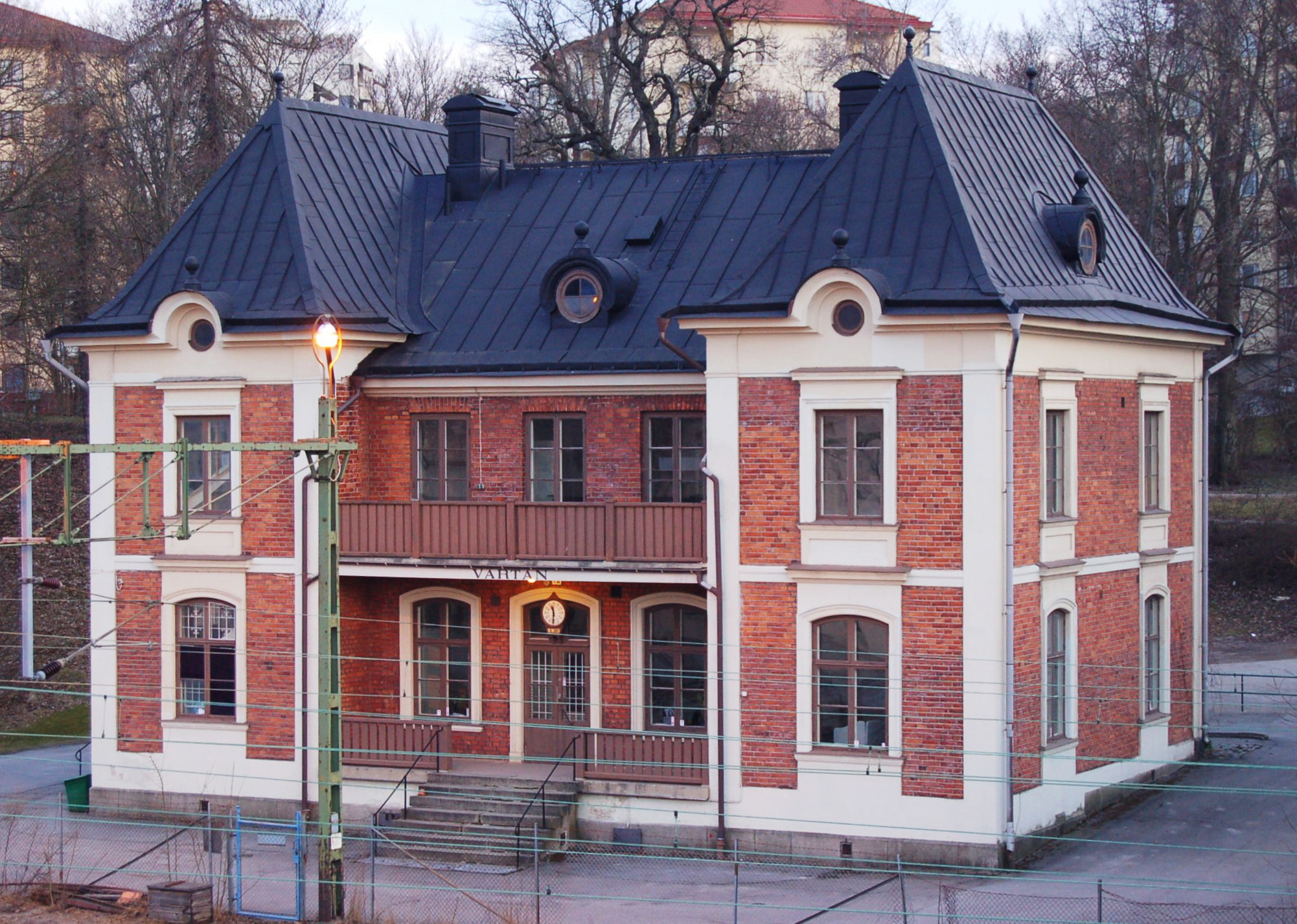
Bahnhof Värtan

Värtans station ist ein seit 1913 stillgelegter Bahnhof der Bahnstrecke Karlberg/Tomteboda–Värtan (schwedisch Värtabanan) in Stockholm.

## Geschichte
Architekt des Bahnhofsgebäudes war der Chefarchitekt des Architekturbüros der Staatlichen Eisenbahnen (Statens Järnvägars arkitektkontor) Adolf Wilhelm Edelsvärd. Der Bahnhof wurde 1882 erbaut.
Am Anfang war das Bahnhofsgebäude in einer kleinen Holzvilla am heutigen Sandhamnsplan untergebracht. Kurz nach der Eröffnung der Bahnstrecke 1882 wurde die Villa durch das Bahnhofsgebäude aus Ziegelsteinen ersetzt.
Die Gebäudeform erinnert an die in den frühen 1700er-Jahren H-förmigen Herrenhäuser, der Eingang zur Fahrkartenhalle wird vom Balkon des zweiten Stockwerks überdeckt. Die Fenstereinfassungen und Ecken des Gebäudes im hellen Putz bieten einen optischen Kontrast zum ziegelroten Haus. In der zweiten Etage hatte der Bahnhofsvorsteher eine große Wohnung. Gleichzeitig war dieser der Postbeamte von Värtan.

## Heutige Verwendung
Mit der Einstellung des Personenverkehrs 1913 wurde das Bahnhofsgebäude mangels Fahrgästen überflüssig, weil es für den Güterverkehr nicht gebraucht wurde. Bis in die 1970er Jahre war das Postamt darin untergebracht und Svenska Järnvägsklubben nutzte es eine Zeit lang als Heimstatt. Heute wird das Haus als Bürogebäude genutzt.
Das Bahnhofsgebäude wurde in die Liste der kulturhistorisch wertvolle Gebäude und Baudenkmäler (schwedisch Byggnadsminne) aufgenommen.